# Brebowbach
Der Brebowbach ist ein Bach im Landkreis Vorpommern-Greifswald.
Der Brebowbach beginnt im Ortsteil Steinfurth der Gemeinde Karlsburg nahe der Wasserscheide zwischen Peene und Peenestrom. Von dort fließt er nach Nordosten, durchquert die Gemarkung Buddenhagen und biegt dann nach Osten auf das Gebiet der Gemeinde Zemitz, wo er ein schmales Wiesental durchläuft und schließlich nördlich des Bauerbergs in den Peenestrom mündet.
In einer Urkunde des Bischofs Konrad I. von Cammin aus dem Jahr 1168 wurde der Bach unter dem Namen „Bebroa“ erwähnt. Der Bischof bestätigte dem Kloster Grobe den Besitz einer Wassermühle am Fließ. Zur Zeit der Schwedischen Landesaufnahme von Vorpommern Ende des 17. Jahrhunderts und auch noch bei der Kartierung der Landschaft durch die preußischen Behörden 1835 befanden sich in der Umgebung des Brebowbachs ausgedehnte sumpfige Wälder.
Der Bach liegt im FFH-Gebiet „Ostvorpommersche Waldlandschaft mit Brebowbach“. Hier kommen die Bauchige Windelschnecke, Bach- und Flussneunaugen sowie Fischotter und Biber vor.